# 마르고트 발스트룀

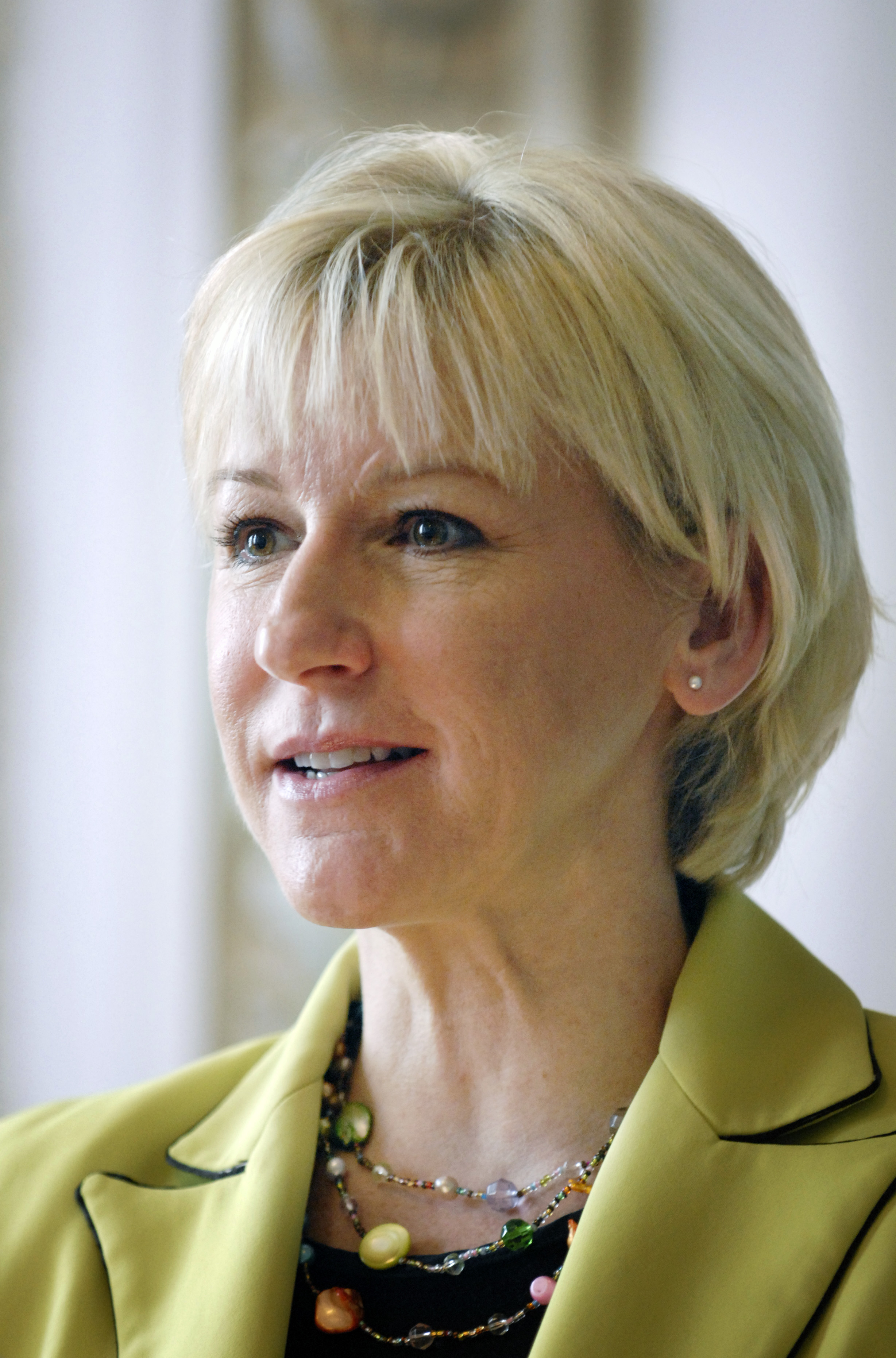
마르고트 발스트룀

마르고트 발스트룀(Margot Elisabeth Wallström, 1954년 9월 28일 ~ )은 스웨덴의 사회민주노동자당 정치인이자 외교관이다. 발스트룀은 2014년 10월 3일부터 외교부 장관을 역임하고 있다.
1999년부터 2004년까지 유럽 환경위원, 2004년부터 2009년까지는 외교 및 커뮤니케이션 전략 위원을 역임했다. 27개국이 참여한 바로소 위원회에서 제일 처음으로 유럽 위원회 부통령을 2004년부터 2010년까지 역임했다.